# 18. Armee
18. Armee var namnet på en tysk armé under andra världskriget. Den organiserades  4 november 1939 från Grenzschutz-Abschnittkommando Mitte. Den kapitulerade 9 maj 1945 till den sovjetiska 2:a baltiska fronten i Kurland.

## Holland
Som en del av Armégrupp B hade armén huvudansvaret för att erövra Nederländerna, armén var i själva verket numerärt underlägsen den nederändska armén. Landskapet med sina labyrinter av floder och kanaler utgjorde också en försvårande omständighet. För att motverka dessa två svårigheter genomfördes två stora luftlandsättningar i Nederländernas kärnområden. Den ena syftade till att erövra broarna söder om Rotterdam, den andra skulle erövra Haag. Endast landsättningarna söder om Rotterdam under befäl av Kurt Student blev en riktig framgång. Den franska 7:e armén misslyckades med att stoppa 9. Panzer-Division som utgjorde spjutspetsen för 18. Armee som nådde de flygburna trupperna vid Rotterdam den 13 maj.

### Organisation
Arméns organisation i maj 1940:
- X. Armeekorps
- XXVI. Armeekorps
- SS-Division Verfügungstruppe
- 9. Panzer-Division
- 208. Infanterie-Division
- 225. Infanterie-Division

## In i Sovjetunionen
Armén underställdes armégrupp Nord för den kommande invasionen av Sovjetunionen. 

### Organisation
Arméns organisation den 22 juni 1941:
- I. Armeekorps
- XXVI. Armeekorps
- XXXVIII. Armeekorps
- 291. Infanterie-Division

## Leningrad
Armén kom att ansvara för den tyska delen av belägringsringen kring Leningrad under hela den nästan 900 dagar långa belägringen.

### Organisation
Arméns organisation i oktober 1941:
- I. Armeekorps
- XXVIII. Armeekorps
- XXXVIII. Armeekorps

## Befälhavare
Arméns befälhavare:
- Generaloberst Georg von Küchler   4 november 1939 - 16 januari 1942
- Generaloberst Georg Lindemann   16 januari 1942 - 29 mars 1944
- General der Artillerie Herbert Loch   29 mars 1944 - 2 september 1944
- General der Infanterie Ehrenfried Böge   5 september 1944 - 8 maj 1945